# معايير الغذاء المضمونة
معايير الغذاء المضمونة هي منظمة تروج وتنظم جودة الأغذية في إنجلترا وأيرلندا الشمالية وويلز. وتقوم بترخيص علامة جودة ريد تراكتور (الجرار الأحمر)، وهو برنامج شهادة المنتج الذي يشتمل على عدد من خطط ضمان المزارع للمنتجات الغذائية وللأعلاف الحيوانية والأسمدة.

## التاريخ
تم إطلاق مخطط ريد تراكتور في عام 2000 من قبل الاتحاد الوطنى للمزارعين في إنجلترا وويلز مع الشعار المعروف أصلا باسم ليتل ريد تراكتور، وكذلك معيار المزرعة البريطانى الذي تم إطلاقه في 13 يونيو عام2000. وفي وقت الإطلاق وجدت ان اف يو في استبيان أن 70 ٪ من الجمهور ليس لديهم أي فكرة عن نوع الغذاء الذي يميل المزارعون المحليون إلى إنتاجه. وفي إبريل عام 2009 أنتج مصنع «كانز للجعة» بليفربول أول كانز جعة وقد تم اعتمادها من قِبَل ريد تراكتور. وقد عرضت شركة كانز تشارلينج للجعة الشعار بعد أن تم اعتماد منتجها في 2010.

## التطبيق
1- يعتبر ريد تراكتور أكبر نظام لضمان الغذاء في المملكة المتحدة؛ وتدعي أنها تتضمن أن الأغذية يمكن تتبعها وآمنة للأكل وتم إنتاجها بثقة.
2- تغطى معايير ريد تراكتور رعاية الحيوانات وسلامة الاغذية والتتبع وحماية البيئة.
3- يشير علم الاتحاد في شعار ريد تراكتور إلى أن الغذاء قد تم زراعته ومعالجته وتعبئته في المملكة.
4- جمعية مزارعى الخضراوات المجهزة: يغطى ريد تراكتور مجموعة واسعة من المنتجات بما في ذلك اللحوم والدواجن ومنتجات الألبان وحبوب الإفطار والفاكهة والخضراوات.
يتم اعتماد جميع مراحل إنتاج الأغذية بشكل مستقل (تم تفتيشها) وفقا لمعايير ريد تراكتور قبل أن يتم تصنيف المواد الغذائية بشعار ريد تراكتور.
ينقسم مخطط ضمان مزرعة ريد تراكتور إلى قطاعات مختلفة:
- الخنازير (الخنازير البريطانية المضمونة) -90٪ من منتجى الخنازير البريطانيين.
- منتجات الألبان (مزارع الألبان المضمونة - البرنامج الوطنى السابق لمزرعة الألبان المضمونة)
- لحوم البقر والضأن
- إنتاج طازج
- الدواجن(إنتاج الدجاج المضمون، سيقوم أعضاء مجلس الدواجن البريطانى بإنتاج لحم الدواجن بمعيار ريد تراكتور الذي يعنى أنه يتم الاحتفاظ بها في ظروف أفضل.)
- المحاصيل وبنجر السكر (مخطط المحاصيل المضمون المجمع) تشمل الهيئات المعتمدة التي تعمل معها مخططات ريد تراكتور ما يلى:
-ان اس اف في لونج هان بروج
- اس ايه اى العالمية في ميلتون كينز (تفصيل لمعايير أستراليا)
- شهادة سلسلة الغذاء في أيرلندا الشمالية في لوس برن
- مصادقة المنتج الدولية
في عام 2009، تم بيع حوالي 10 مليارات جنيه استرلينى من المنتجات التي تحمل الشعار. يتم فرض رسوم امتياز قدرها 0٫001٪ لحاملات الشعار. ويتم دمج علم الاتحاد كجزء من شعار ريد تراكتور ليمنح ضمانًا أنه قد تم زرع المنتجات ومعالجتها وتعبئتها في المملكة المتحدة، وأن ولادة الحيوانات وتربيها وذبحها تمت في المملكة المتحدة.
أما عند استخدام علم الاتحاد دون استخدام شعار «ريد تراكتور» فهذا غالبًا ما يستخدم للدلالة على أن المعاملات تمت في المملكة المتحدة.

## تقارير وسائل الإعلام عن الإساءة للحيوان
في 30 يوليو 2018 نشرت صحيفة التايمز قصة إخبارية تحت عنوان: «حيوانات المزرعة التي تم تعذيبها تحت تصنيف ريد تراكتور» وكشفت عن إساءة معاملة خطيرة للحيوانات في المزارع التي إجازت عمليات التفتيش الأخيرة من خلال خطة المعايير الغذائية المضمونة؛ وأن 1 فقط من بين كل 1000 مزرعة تشهدها تستقبل زيارة غير معلنة من مفتشيها. ونشرت صحيفة ديلى ميل في نفس التاريخ أدلة بشأن القصة تحت عنوان «المخالفات المروعة لقوانين معايير الأغذية».